# Synopsis
『Synopsis』（シノプシス）は、Kis-My-Ft2の10作目のオリジナル・アルバム。2024年5月8日にMENT RECORDINGから発売。

## 概要
オリジナル・アルバムとしては前作「To-y2」以来約4年ぶりのリリースであり、6人体制初のアルバム。
タイトル「Synopsis」は「あらすじ」を意味し、「大切な人たちと作り上げる新たなストーリー」をコンセプトとしている。メンバーそれぞれが監修・プロデュースを担当した楽曲6曲を含む、全形態合計で12曲の新曲が収録されている。
初回盤A（CD+DVD/Blu-ray）、初回盤B（CD+DVD/Blu-ray）、通常盤（CD）、×××××.POP UP STORE限定商品（2CD+Blu-ray）の4形態で発売。初回盤Aには収録曲「Loved One」「I Miss You」のMV、「I Miss You」のソロエディット、メイキングドキュメンタリーを収録。初回盤Bには撮り下ろし特典映像、プロデュース楽曲についてのソロインタビューを収録。また×××××.POP UP STORE限定商品には前作以降にリリースされたアルバム未収録のシングル曲やCD未収録曲の音源やMVが収録される。この追加収録される楽曲・MVは7人時代のものであり、発表当時のままの音源・MVとなっている。初回盤A/B、通常盤（初回仕様）には動画視聴シリアルナンバーと応募券が封入される。
2024年6月8日から、このアルバム名を掲げたライブツアー「Kis-My-Ft2 Dome Tour 2024 Synopsis」の開催が予定されている。

### 予約特典
- 3形態（初回盤A/B・通常盤初回仕様）同時予約特典：3CD収納ボックス
- 初回盤A：オリジナルカード7種セット
- 初回盤B：オリジナルクリアファイル(B5サイズ)
- 通常盤（初回仕様）：オリジナルステッカー(A5サイズ)

### 応募抽選特典
※初回盤A/B、通常盤（初回仕様）に封入の応募券から応募可能。応募期間：5月7日 - 12日
- A賞：「Synopsis」購入者イベント『■■■■■■■■■■■■■ Presented by 松丸亮吾』（合計2700名）
- B賞：メンバー発案！オリジナル缶ミラー（合計6000名）

## チャート成績
5月20日付のオリコン週間ランキングにおいて、初週12.6万枚を売り上げ初登場1位を獲得した。これで、2012年4月9日付で1stアルバム『Kis-My-1st』が1位を獲得してから、12作連続通算12作目の1位に。また、「1stアルバムからの連続1位獲得作品数」は、歴代3位タイから歴代単独3位となった。また、2024年5月15日公開（集計期間：2024年5月6日〜5月12日）のBillboard JAPAN週間アルバム・セールス・チャート“Top Albums Sales”で、当週127,475枚を売り上げて首位を獲得した。

## 収録曲
※シングル曲の詳細は各ページを参照。

### CD
※は通常盤のみ収録。※※は初回盤A・通常盤のみ収録。※※※は初回盤B・通常盤のみ収録。
1. "10th" Overture（inst.）［3:05］
作曲・編曲：長橋健一、Programming & All Other Instruments：長橋健一（agehasprings Party）
2. Loved One［4:51］
作詞：D&H（PURPLE NIGHT），栗原暁（Jazzin'park）、作曲：Tommy Clint、編曲：Tommy Clint，前田佑
  - 本作のリードトラック

4月9日にMVが公開された[6]。MVではメンバーがゲーム会社で働くクリエイターに扮し、チームとなってゲームを作り上げていくストーリーが描かれる[6]。
3. C'monova［3:08］
  - 31stシングル「HEARTBREAKER/C'monova」の2曲目
4. Connecting!!［3:11］
作詞：SHOW、作曲：Dirty Orange，SHOW、編曲：Dirty Orange
  - 二階堂高嗣プロデュース曲

コンセプトは「人と人との繋がり」[7]で、ライブを意識したコール&レスポンスを取り入れたデジタルロック調の楽曲[7]。
5. Keep it 100［3:00］
作詞：D&H（PURPLE NIGHT）、作曲：Ninos Hanna，Niklas Jarelius Persson，Christian Fast、編曲：Niklas Jarelius Persson，ALYSA
  - 千賀健永プロデュース曲

読み：「キープ・イット・ハニット」[8]
「周りの誰かがネガティブにしようとも、信じたものにオリジナルの色を足して強く進もうというメッセージ」が込められた楽曲[8]。
6. WANI-WANI［2:57］
作詞：Michelle143、作曲：Chris Meyer，Erik Wigelius，Adam Wolf、編曲：Chris Meyer，Erik Wigelius
  - 玉森裕太プロデュース曲

タイトルは「Warning(警告)」を意味し[9]、「好き勝手言う人たちの言葉よりも、幕が上がる前に暗闇に響く自分達を呼ぶその「声」を胸に力強く立つ」姿をイメージした楽曲[9]。
7. Chillax'［3:19］※※
作詞：JUN（Blue Vintage）、作曲：Victor Sagfors，Keb，Holger Lund、編曲：Victor Sagfors，Holger Lund
8. HEARTBREAKER［3:20］
  - 31stシングルの1曲目
9. B-SIDE［4:15］
作詞・作曲・編曲：40mP
  - 宮田俊哉プロデュース曲

ボカロPの40mPによる楽曲提供曲。人間の裏側をB面として表現し、「人間には弱い部分や汚い部分があるからこそ、綺麗なところがより綺麗に見える」というメッセージを込めた楽曲[10]。
10. ほしゆい［3:51］
作詞：浅野祥、作曲：MIKAGE PROJECT、編曲：関口晶大
  - 横尾渉プロデュース曲

民謡再編成プロジェクト"MIKAGE PROJECT"による楽曲提供曲[11]。現代的な音と和楽器をミックスさせた楽曲[12]。
11. With...［4:02］
作詞：Dvii，長沢知亜紀，永野小織，sorato、作曲：Johann Sebastian Bach，Dvii，長沢知亜紀，永野小織，sorato、編曲：sorato
  - 藤ヶ谷太輔プロデュース曲

バッハ「G線上のアリア」をサンプリングしている[13]。「日常の見過ごしがちな幸せや、支えてくれる人の存在」をテーマにした楽曲[13]。
12. Reset［3:58］※※※
作詞：竹縄航太（tarareba）、作曲：TAKAROT，Funk Uchino、編曲：TAKAROT
13. Forever girl［3:58］※
作詞：柿沼雅美（Relic Lyric.inc）、作曲：Hubert Ng，JYPHAN，TAQUEL、編曲：Hubert Ng，JYPHAN
14. 笑って 泣いて［3:54］※
作詞：森月キャス（Blue Bird's Nest）、作曲：Naoki Itai，Hayato Yamamoto，Nao Nishimura，KOUDAI IWATSUBO、編曲：Naoki Itai，Hayato Yamamoto，Nao Nishimura
15. I Miss You［3:24］
作詞・作曲・編曲：Yudo
「チルなラップスタイルの大人な失恋ソング」[14]であり、曲中では電話のコール音がサンプリングされている[14]。
4月25日にMVが公開された[14]。MVは楽曲で描かれる"キミ"との思い出の場所を表現したシチュエーションで撮影されたソロシーン、及び電話ボックスのセットで撮影されたシーンで構成される[14]。
5月6日放送のTBS系「CDTV ライブ!ライブ!」にてフルサイズで初披露され[15]、アルバム発売日である5月8日には全編ダンスシーンのみで構成されたパフォーマンスビデオがYouTubeにて公開された[16]。

### 特典CD
※×××××.POP UP STORE限定商品のみ
1. Fear［4:09］
  - 28thシングル「Fear/SO BLUE」の1曲目
2. SO BLUE［4:00］
  - 28thシングルの2曲目
3. Two as One［3:54］
  - 29thシングル
4. 想花［4:14］
  - 30thシングル
5. Lemon Pie［3:10］
作詞：栗原暁（Jazzin' park）、作曲：Erik Lidbom，Nils Rulewski Stenberg、編曲：Nils Rulewski Stenberg
  - 31stシングルFor dear life盤カップリングのオリジナルバージョン
  - 藤ヶ谷太輔主演 テレビ朝日系オシドラサタデー『ハマる男に蹴りたい女』主題歌[17]

2023年2月10日放送のテレビ朝日系「ミュージックステーション」で披露されている[18]。
6. Sweet Melody［3:59］
作詞：Cypher、作曲：STEVEN LEE，Albi Albertsson，Jonas Mengler，Jimmy Claeson、編曲：Jonas Mengler，山下洋介
  - 31stシングルFor dear life盤カップリングのオリジナルバージョン
  - 井上瑞稀（HiHi Jets）主演（二階堂高嗣出演）映画『おとななじみ』主題歌[19]

2023年5月3日にYouTubeにてMVが公開されており、MVにはHiHi Jetsも出演している[20]。

### DVD/Blu-ray
※×××××.POP UP STORE限定商品はBlu-rayのみ

#### 初回盤A
1. 「Loved One」Music Video
2. 「I Miss You」Music Video
3. 「I Miss You」Solo Edit
  1. Kento Senga ver.
  2. Toshiya Miyata ver.
  3. Wataru Yokoo ver.
  4. Taisuke Fujigaya ver.
  5. Yuta Tamamori ver.
  6. Takashi Nikaido ver.
4. 「Synopsis」制作メイキングドキュメンタリー

#### 初回盤B
1. キスマイビビリランド 〜 罰ゲーム対決ファイナルラウンド 〜
2. メンバープロデュース/監修した楽曲の作品コンセプトを語るソロインタビュー

#### ×××××.POP UP STORE限定商品
1. 「Fear」Music Video
2. 「Two as One」Music Video
3. 「想花」Music Video
4. 「Sweet Melody」Music Video

### シリアル動画
※ 1シリアルにつき1つの動画を選んで視聴可能。
- Loved One -Lip Video-
- Kis-My-Ft2 -For dear life- Backstage Short Movie（2024.02.15 国立代々木第一体育館公演）
- 「HEARTBREAKER / C’monova」Band Session Making Movie
- 「Rebirth Stage」from Kis-My-Ft2 -For dear life-（2023.10.05 横浜アリーナ公演）

## 収録作品
| 楽曲タイトル    | 収録                 | 収録                                                                   |
| --------------- | -------------------- | ---------------------------------------------------------------------- |
| "10th" Overture | CDアルバム           | 『Synopsis』                                                           |
| Loved One       | CDアルバム           | 『Synopsis』                                                           |
| Loved One       | ミュージック・ビデオ | 『Synopsis』〈初回盤A〉                                                |
| Loved One       | ライブ映像           | 『Curtain call』〈ファミクラストアオンラインショップ限定盤〉           |
| Loved One       | ライブ映像           | 『Kis-My-Ft2 Dome Tour 2024 Synopsis』                                 |
| C'monova        | CDシングル           | 『HEARTBREAKER/C'monova』                                              |
| C'monova        | ミュージック・ビデオ | 『HEARTBREAKER/C'monova』〈初回盤B〉                                   |
| C'monova        | CDアルバム           | 『Synopsis』                                                           |
| C'monova        | ライブ映像           | 『For dear life』                                                      |
| C'monova        | ライブ映像           | 『Kis-My-Ft2 Dome Tour 2024 Synopsis』                                 |
| C'monova        | ミュージック・ビデオ | 『MAGFACT』〈ファミクラストア限定盤〉                                  |
| Connecting!!    | CDアルバム           | 『Synopsis』                                                           |
| Connecting!!    | ライブ映像           | 『Curtain call』〈ファミクラストアオンラインショップ限定盤〉           |
| Connecting!!    | ライブ映像           | 『Kis-My-Ft2 Dome Tour 2024 Synopsis』                                 |
| Keep it 100     | CDアルバム           | 『Synopsis』                                                           |
| Keep it 100     | ライブ映像           | 『Kis-My-Ft2 Dome Tour 2024 Synopsis』                                 |
| WANI-WANI       | CDアルバム           | 『Synopsis』                                                           |
| WANI-WANI       | ライブ映像           | 『Kis-My-Ft2 Dome Tour 2024 Synopsis』                                 |
| Chillax'        | CDアルバム           | 『Synopsis』〈初回盤A〉・〈通常盤〉                                    |
| Chillax'        | ライブ映像           | 『Kis-My-Ft2 Dome Tour 2024 Synopsis』                                 |
| HEARTBREAKER    | CDシングル           | 『HEARTBREAKER/C'monova』                                              |
| HEARTBREAKER    | ミュージック・ビデオ | 『HEARTBREAKER/C'monova』〈初回盤A〉                                   |
| HEARTBREAKER    | CDアルバム           | 『Synopsis』                                                           |
| HEARTBREAKER    | ライブ映像           | 『Kis-My-Ft2 Dome Tour 2024 Synopsis』                                 |
| HEARTBREAKER    | ミュージック・ビデオ | 『MAGFACT』〈ファミクラストア限定盤〉                                  |
| B-SIDE          | CDアルバム           | 『Synopsis』                                                           |
| B-SIDE          | ライブ映像           | 『Kis-My-Ft2 Dome Tour 2024 Synopsis』                                 |
| ほしゆい        | CDアルバム           | 『Synopsis』                                                           |
| ほしゆい        | ライブ映像           | 『Kis-My-Ft2 Dome Tour 2024 Synopsis』                                 |
| With...         | CDアルバム           | 『Synopsis』                                                           |
| With...         | ライブ映像           | 『Kis-My-Ft2 Dome Tour 2024 Synopsis』                                 |
| Reset           | CDアルバム           | 『Synopsis』〈初回盤B〉・〈通常盤〉                                    |
| Reset           | ライブ映像           | 『Kis-My-Ft2 Dome Tour 2024 Synopsis』                                 |
| Forever girl    | CDアルバム           | 『Synopsis』〈通常盤〉                                                 |
| Forever girl    | ライブ映像           | 『Kis-My-Ft2 Dome Tour 2024 Synopsis』                                 |
| 笑って 泣いて   | CDアルバム           | 『Synopsis』〈通常盤〉                                                 |
| 笑って 泣いて   | ライブ映像           | 『Kis-My-Ft2 Dome Tour 2024 Synopsis』                                 |
| I Miss You      | CDアルバム           | 『Synopsis』                                                           |
| I Miss You      | ミュージック・ビデオ | 『Synopsis』〈初回盤A〉                                                |
| I Miss You      | ライブ映像           | 『Kis-My-Ft2 Dome Tour 2024 Synopsis』                                 |
| Fear            | CDシングル           | 『Fear/SO BLUE』                                                       |
| Fear            | ミュージック・ビデオ | 『Fear/SO BLUE』〈通常盤〉                                             |
| Fear            | ライブ映像           | 『Two as One』〈ファンクラブ限定盤〉 （Kis-My-Ftに逢えるde Show 2022） |
| Fear            | ライブ映像           | 『Kis-My-Ftに逢えるde Show 2022 in DOME』                              |
| Fear            | CDアルバム           | 『Synopsis』〈×××××.POP UP STORE限定商品〉                             |
| Fear            | ミュージック・ビデオ | 『Synopsis』〈×××××.POP UP STORE限定商品〉                             |
| SO BLUE         | CDシングル           | 『Fear/SO BLUE』                                                       |
| SO BLUE         | CDアルバム           | 『Synopsis』〈×××××.POP UP STORE限定商品〉                             |
| Two as One      | CDシングル           | 『Two as One』                                                         |
| Two as One      | ミュージック・ビデオ | 『Two as One』〈初回盤A〉                                              |
| Two as One      | ライブ映像           | 『Kis-My-Ftに逢えるde Show 2022 in DOME』                              |
| Two as One      | CDアルバム           | 『Synopsis』〈×××××.POP UP STORE限定商品〉                             |
| Two as One      | ミュージック・ビデオ | 『Synopsis』〈×××××.POP UP STORE限定商品〉                             |
| 想花            | CDシングル           | 『想花』                                                               |
| 想花            | ミュージック・ビデオ | 『想花』〈初回盤A〉                                                    |
| 想花            | CDアルバム           | 『Synopsis』〈×××××.POP UP STORE限定商品〉                             |
| 想花            | ミュージック・ビデオ | 『Synopsis』〈×××××.POP UP STORE限定商品〉                             |
| 想花            | ライブ映像           | 『For dear life』                                                      |
| Lemon Pie       | ライブ音源           | 『HEARTBREAKER/C'monova』〈For dear life盤〉                           |
| Lemon Pie       | CDアルバム           | 『Synopsis』〈×××××.POP UP STORE限定商品〉                             |
| Lemon Pie       | ライブ映像           | 『For dear life』                                                      |
| Sweet Melody    | ライブ音源           | 『HEARTBREAKER/C'monova』〈For dear life盤〉                           |
| Sweet Melody    | CDアルバム           | 『Synopsis』〈×××××.POP UP STORE限定商品〉                             |
| Sweet Melody    | ミュージック・ビデオ | 『Synopsis』〈×××××.POP UP STORE限定商品〉                             |
| Sweet Melody    | ライブ映像           | 『For dear life』                                                      |